# Koppányi Tivadar
Koppányi Tivadar, külföldön Theodore Koppanyi (Gyöngyös, 1901. december 26. – Washington, 1985. január 22.) gyógyszerész, kémikus, egyetemi tanár. 

## Élete
Koppányi Dávid (1859–1938) ügyvéd és Heller Gizella (1872–1944) fiaként született zsidó polgári családban. Apja 1884-ben végzett joghallgatóként magyarosította nevét Kohnról Koppányira.
Középiskolai tanulmányait a Gyöngyösi Magyar Királyi Állami Főgimnáziumban végezte, ahol tizenhat évesen érettségizett. Ezután felvételt nyert a Bécsi Egyetemre, ahol 1923-ban kémiából bölcsészetdoktori oklevelet szerzett.
Tanulmányai végeztével az Amerikai Egyesült Államokba emigrált, ahol 1923 és 1927 között a Chicagói Egyetem Filozófiai Tanszékének gyakornoka, egyetemi tanársegéde lett. 1927 és 1929 között a Syracuse Egyetem Farmakológiai Tanszékének egyetemi tanársegéde, 1929–1930-ban a Cornell Egyetem kutató-farmakológusa, 1930-tól 1967-ig a washingtoni Georgetowni Egyetem Általános Orvostudományi és Fogorvos-tudományi Kar Farmakológiai Tanszéke professzora, illetve 1932-től a Tanszék vezetője. 1959-ből vendégprofesszorként tanított a jeruzsálemi Héber Egyetemen.

## Munkássága
Steinach mellett dolgozott és a szemek és ivarmirigyek átültetésére vonatkozó kísérleteket végzett. 500-nál több tudományos dolgozata jelent meg szaklapokban. Gyógyszertani és kísérleti terapeutikai, fiziológiai, klinikai orvostani és kísérleti biológiai folyóiratok munkatársa volt.

## Főbb művei
- A biológia modern problémái (Budapest, 1925, Élet és Tudomány-sorozat)
- Experimental pharmacodynamics (A. G. Karczmar-rel, Minneapolis, 1958)